# Ostrava-Třebovice
Ostrava-Třebovice (pol. Ostrawa-Trzebowice) – stacja kolejowa w dzielnicy Ostrawy – Třebovicach, w kraju morawsko-śląskim, w Czechach. Stacja znajduje się na wysokości 215 m n.p.m. i leży na linii kolejowej nr 321. Powstała w 1898 jako przystanek, a 13 listopada 1929 uzyskała status stacji kolejowej. Początkowo nosiła nazwę Střebovice. Dzisiejsza stacja w porównaniu do dawnej położona jest nieco dalej od Svinova (bardziej na północ). Stacja sterowana jest zdalnie, ze stacji Ostrava-Svinov.